# ヘル・レイザー
『ヘル・レイザー』（原題：Hellraiser、イギリス：Clive Barker's Hellraiser）は、1987年のイギリスのホラー映画。ヘルレイザーシリーズ第1作。これまでに7作の続編が作られ、2007年にはこの作品のリメイク計画が発表された 。1作目と2022年のリブート作品の邦題は『ヘル・レイザー』と「・（中黒）」が入る表記だが、それ以外は「ヘルレイザー」である。
原作はクライヴ・バーカーの小説『ヘルバウンド・ハート』(1986年)。バーカーは本作の脚本、監督も担当している。本作のテーマは「快楽の源となる苦痛、拘束と恐怖の下での道徳性」である。
ケーブルテレビ局Bravoの100 Scariest Movie Momentsでは19番目に選出された。

## あらすじ
フランク・コットンが手に入れたルマルシャンの箱と呼ばれる小箱は、「組み替えることで究極の性的官能を体験できる」という伝説を持つ謎のパズルボックスだった。フランクはパズルの組み換えを成し遂げたが、同時にその肉体を失う。
数年後、フランクの弟であるラリーが妻子を連れて、現在は行方不明となっているフランクの家へ越して来た。ラリーの娘カースティは、ラリーの新妻であり継母のジュリアが街の男達を家へ連れ込んでいることに気付き、2階の部屋へ侵入。カースティは、いなくなったはずのフランクがジュリアと共謀し、失われた彼の肉体を男達の血肉によって蘇らせようとしていることを知る。パズルボックスの正体を知らぬままにそれを奪って逃げるカースティ。何気なく触れるうち、偶然にもパズルの組み替えに成功した彼女の前に、異世界が出現し4人の魔道士（セノバイト）が現れる。

## キャスト
※括弧内は日本語吹替
- カースティ・コットン（英語版） - アシュレイ・ローレンス（英語版）（深見梨加）
- ラリー・コットン - アンドリュー・ロビンソン（納谷六朗）
- ジュリア・コットン - クレア・ヒギンズ（英語版）（弥永和子）
- フランク・コットン - ショーン・チャップマン（英語版）（大友龍三郎）
- スティーヴ - ロバート・ハインズ（高宮俊介）
- 魔道士ピンヘッド（英語版） - ダグ・ブラッドレイ（筈見純）
- 魔道士フィメール - グレース・カービー（巴菁子）
- 魔道士チャタラー（英語版） - ニコラス・ヴィンス
- 魔道士バターボール - サイモン・バムフォード（英語版）

## 続編・関連作品
ヘルレイザー2
1988年
ヘルレイザー3
1992年
ヘルレイザー4
1996年
ヘルレイザー ゲート・オブ・インフェルノ
2000年
ヘルレイザー リターン・オブ・ナイトメア
2002年
ヘルレイザー ワールド・オブ・ペイン
2005年
ヘルレイザー ヘルワールド
2005年
ヘルレイザー:レベレーション
2011年
ヘルレイザー:ジャッジメント
2018年
ヘル・レイザー（本作のリブート）
2022年

### 他作品へのゲスト出演
Dead by Daylight
非対称型対戦ゲームであり、ピンヘッドが「セノバイト」の名称で登場している。